# NGC 765
NGC 765 é uma galáxia espiral barrada na direção da constelação de Aries. O objeto foi descoberto pelo astrônomo Albert Marth em 1864, usando um telescópio refletor com abertura de 48 polegadas. Devido a sua moderada magnitude aparente (+13), é visível apenas com telescópios amadores ou com equipamentos superiores. 